# 宴饮百戏图

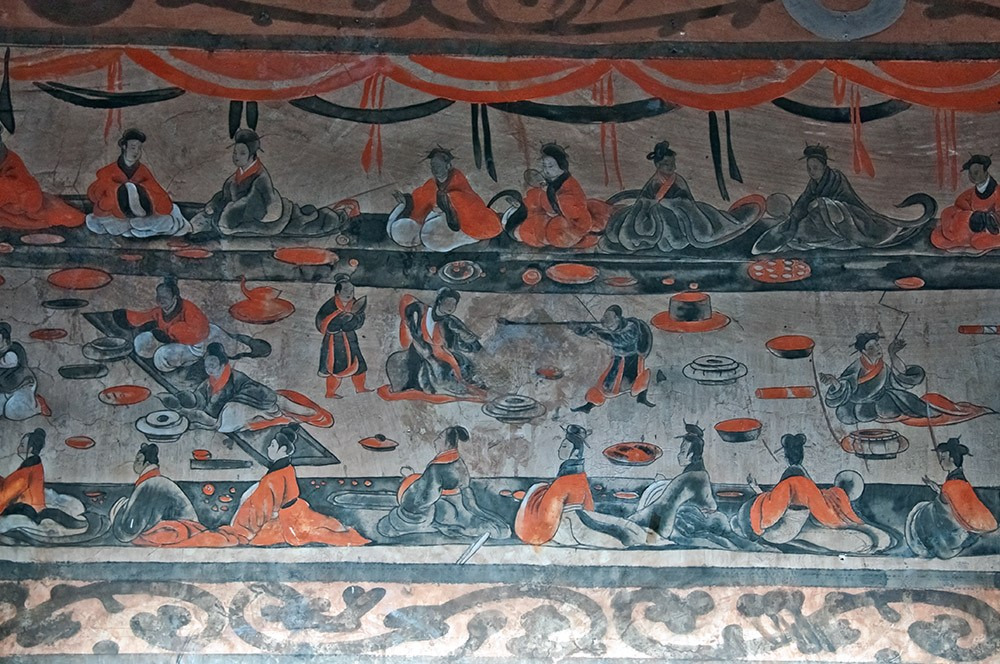
宴飲百戲圖

宴饮百戏图是在河南省新密市打虎亭汉墓中发现的大型壁画，长7.3米。描绘了一个盛大的宴会。